# Daisuke Murakawa
Murakawa Daisuke (村川大介; 14 dicembre 1990) è un goista giapponese di grado 9 dan.

## Biografia
Murakawa era ancora al sesto anno di scuola quando divenne un giocatore professionista di Go alla Kansai Ki-in; era appena un mese più vecchio di Yūta Iyama, il che lo rese il secondo professionista più giovane del Giappone e il più giovane professionista della Kansai Ki-in, superando Satoshi Yuki di un piccolo margine. Murakawa è il più giovane e prolifico creatore di tsumego (problemi di vita e morte).
Murakawa divenne professionista nel 2002, raggiungendo il livello di 2 dan nel 2004, 3 dan nel 2005, 4 dan nel 2007, 5 dan nel 2008.
Nel 2010 sconfisse Satoshi Yuki 2-0, conquistando la 54ª edizione del Kansai Ki-in Primo Posto; per questa vittoria fu promosso 7 dan.
Nel 2011 vinse la 7ª edizione della Sankei Pro-Ama e la 36ª edizione della Shinjin-O; nel 2012 vinse l'8ª edizione della Sankei Pro-Ama, nel 2013 la 20ª edizione della Agon Cup.
Il 2014 fu l'anno della consacrazione di Murakawa: con una vittoria per 3-2 strappò a Iyama Yuta il titolo di 62º Ōza, che non riuscì a difendere l'anno successivo, perdendo 0-3 contro lo stesso Iyama; ciononostante, la vittoria del 2014 gli garantì la promozione a 8 dan.
Nel 2017 vinse l'ottava edizione della Okage Cup, una competizione riservata ai giovani goisti giapponesi
Nel 2018 vinse il torneo per la determinazione dello sfidante di Iyama per il 56º Judan, ma perse 0-3 in finale; l'anno successivo riuscì a sfidare Iyama nuovamente, e questa volta lo sconfisse 3-1, vincendo il 57º Judan e ottenendo il titolo di 9 dan. Nello stesso anno vinse la 14ª edizione della Sankei Pro-Ama.
Nel 2020 perse 1-3 la difesa del titolo del Judan contro lo sfidante Shibano Toramaru.

## Palmarès
| Nazionali                | Nazionali                  | Nazionali                       |
| Titolo                   | Vittorie                   | Secondi posti                   |
| ------------------------ | -------------------------- | ------------------------------- |
| Ōza                      | 1 (2014)                   | 1 (2015)                        |
| Jūdan                    | 1 (2019)                   | 2 (2018, 2020)                  |
| Agon Cup                 | 1 (2013)                   |                                 |
| Kansai Ki-in Primo Posto | 1 (2010)                   | 5 (2011-2012, 2016, 2020, 2022) |
| Shinjin-O                | 1 (2011)                   |                                 |
| Okage Cup                | 1 (2017)                   |                                 |
| Sankei Pro-Ama           | 4 (2011, 2012, 2014, 2018) | 2 (2015, 2016)                  |
| Totale                   | 10                         | 10                              |